# (36455) 2000 QZ6
2000 QZ6 (asteroide 36455) é um asteroide da cintura principal. Possui uma excentricidade de 0.21711360 e uma inclinação de 15.54376º.
Este asteroide foi descoberto no dia 24 de agosto de 2000 por LINEAR em Socorro.